# Malkestol
En malkestol eller en malkeskammel er en lille stol, der som regel 3-benet men den findes også i firbenede og etbenede udgaver. Den blev især benyttet af malkepiger, til at sidde på under malkningen af køer. Fordelen ved alene at benytte tre- og etbenede malkestole er, at sådanne stole er nemmere at benytte på ujævne underlag.
Brugen af malkestole er aftaget væsentligt, da næsten al malkning i dag sker ved brug af malkemaskiner. I dag bruges malkestole primært i boliger, hvor de giver en fleksibel stol.